# Cinq-Mars (powieść)
Cinq-Mars czyli spisek za Ludwika XIII (fr.ː Cinq-Mars) – powieść historyczna Alfreda de Vigny z 1826 roku opowiadająca dzieje spisku przeciw kardynałowi Richelieu i miłości markiza de Cinq-Mars do przyszłej królowej Polski Marii Gonzagi za panowania Ludwika XIII.

## Okoliczności powstania utworu
Powieść de Vigny'ego wyrosła z jego refleksji nad przyczynami słabości monarchii francuskiej. Wychowany w ultra-monarchistycznej rodzinie szlacheckiej, de Vigny w wieku 17 lat zaciągnął się do wojska i został najmłodszym oficerem w korpusie gwardii królewskiej. Kariera wojskowa nie przyniosła mu jednak sukcesów, a Burbonowie nie okazali się skłonni wspierać rodzin, które wraz z nimi znosiły niedole emigracji, brały udział w walkach i cierpiały za sprawę królewską. Nowa monarchia okazała się bardziej burżuazyjna i demokratyczna. Szukając odpowiedzi na pytania o społeczną rolę szlachty i przyczyny jej upadku de Vigny sięgnął do czytanych w wieku 14 lat Pamiętników kardynała de Retza, który twierdził, że silna arystokracja nie stanowi groźby dla monarchii, lecz jest jej najtrwalszą podporą w walce z wrogiem wewnętrznym i zewnętrznym, a Richelieu niszcząc polityczne znaczenie szlachty w celu umocnienia monarchii absolutnej osłabił tron.
De Vigny już w 1820 roku, po zabójstwie diuka de Berry zajął się pisaniem trzyaktowego dramatu zatytułowanego Cinq-Mars i rozwijającego poglądy kardynała de Retza. Dramat pozostał jednak nie ukończony. W 1823 roku pisarz zachwycił się powieścią historyczną Victora Hugo Han z Islandii i postanowił sam spróbować sił w tym gatunku. Powrócił wówczas do zarzuconego tematu. Na początku 1824 roku jego pułk stacjonował w Oloron. Korzystając z przymusowej bezczynności de Vigny sporządził plan powieści i napisał jej znaczną część. Powrócił do pomysłu dopiero zimą 1825 roku podczas długotrwałego urlopu spędzanego w Paryżu. Przerobił wówczas tekst napisany wcześniej ze szczególną uwagą sprawdzając elementy historyczne i wymowę filozoficzną, usunął także te fragmenty, które upodabniały jego utwór do powieści gotyckiej. W grudniu 1825 roku dokonał ostatecznej korekty. Powieść ukazała się 25 kwietnia 1826 roku pod tytułem Cinq-Mars ou Une conjuration sous Louis XIII.

## Treść

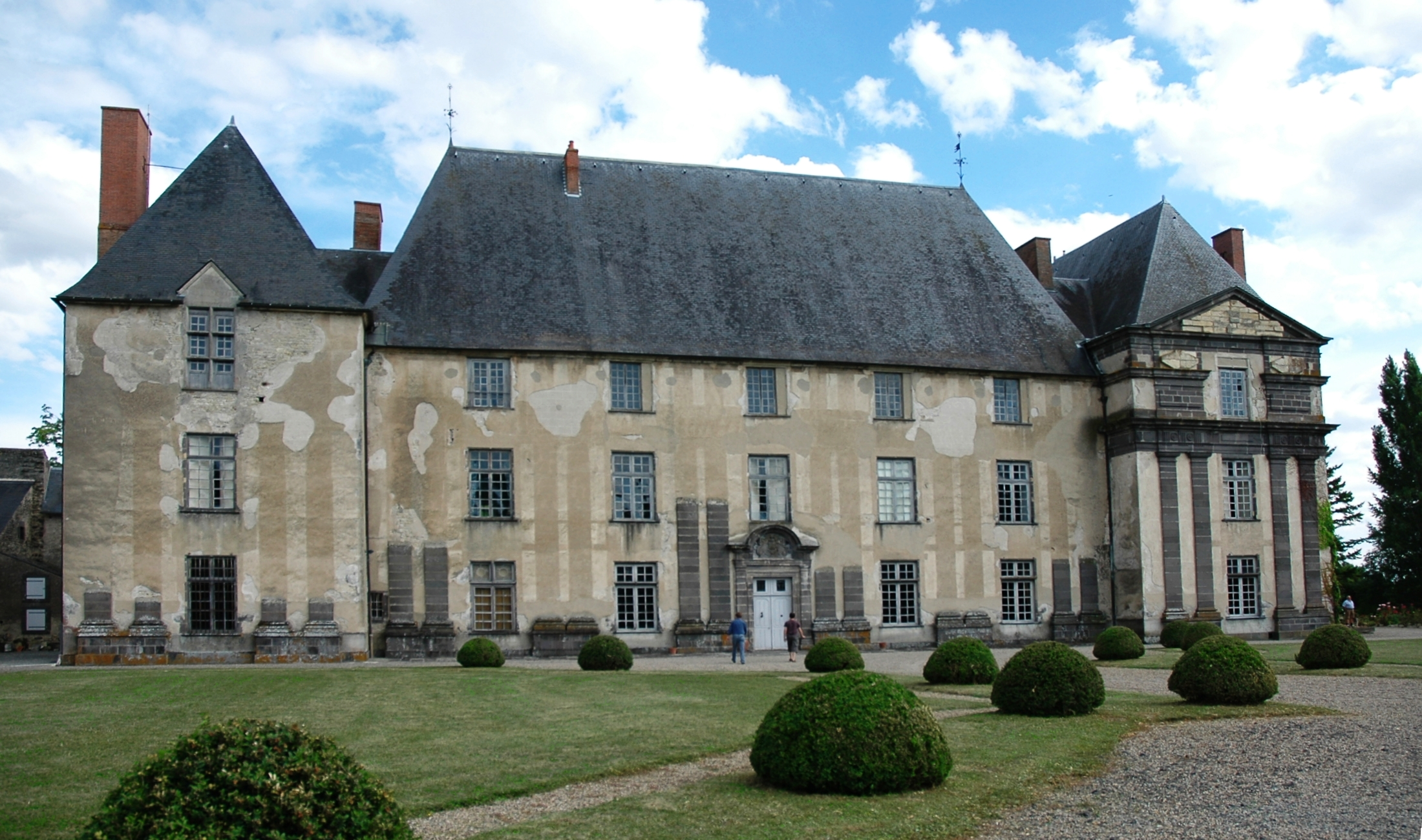
Zamek d'Effiat w Puy-de-Dôme

### 1639
Akcja utworu rozpoczyna się w 1639 roku. Młody Henryk d'Effiat, markiz de Cinq-Mars odjeżdża z domu, by rozpocząć służbę u kardynała Richelieu. Po jego odjeździe, ukrywający się w jego zamku marszałek de Bassompiere zostaje aresztowany przez urzędnika kardynała. Powracający pod osłoną nocy do zamku Cinq-Mars przychodzi mu z odsieczą, marszałek nie chce jednak skorzystać z szansy ucieczki. Cinq-Mars spotyka się potajemnie ze swą ukochaną, księżniczką Marią Gonzagą i obiecuje, że uczyni wszystko, by małżeństwo pomiędzy nimi stało się możliwe.
Po drodze w Loudun jest świadkiem procesu o czary przeciwko księdzu Urbanowi Grandier. Przeciw księdzu zeznaje Joanna de Belfiel, przeorysza miejscowego klasztoru i siostrzenica prowadzącego proces z polecenia kardynała, Laubardemonta. Kiedy zakonnica zdaje sobie sprawę, że celem procesu jest skazanie księdza na śmierć odwołuje swe zeznania i oskarża sędziów o sfałszowanie procesu. Nie zmienia to jednak biegu wypadków, Grandier zostaje wzięty na męki i spalony na stosie. Następnego dnia w gospodzie Cinq-Mars spotyka Joannę, która przepowiada mu rychłą śmierć.
Król i kardynał znajdują się pod Perpignan, które próbują odebrać Hiszpanom. Richelieu, który znalazł się w niełasce, składa rezygnację z funkcji pierwszego ministra i prosi o odwołanie z wygnania królowej matki, Marii Medycejskiej. Ujęty postępowaniem kardynała król przywraca go do łask, do czasu, gdy kilka godzin później dowiaduje się o śmierci matki w Kolonii. Kardynał dla zjednania sobie króla inicjuje kolejny atak na Perpignan, w którym król odnosi znaczny sukces. Cinq-Mars poproszony przez księdza de Gondi na sekundanta, w chwili rozpoczęcia ataku francuskiego znajduje się pod murami Perpignan. Uczestnicy pojedynku na czele rozbitego oddziału kawalerii zdobywają znajdujący się w ręku hiszpańskim bastion i biorą do niewoli jeńców.
Król, na złość kardynałowi, faworyzuje Cinq-Marsa i mianuje go kapitanem swojej gwardii. Powraca do Paryża, a w dowód niełaski, każe swemu ministrowi zostać na południu Francji. Ranny Cinq-Mars dowiaduje się, że jednym z jego jeńców jest syn Laubardemonta, który uciekł do Hiszpanów przed ojcem. Przyjaciel Cinq-Marsa de Thou nie umie zrozumieć jego politycznych ambicji. Do namiotu Richelieugo dostaje się obłąkana Diana, która chce zamordować kardynała, ale go nie rozpoznaje.

### 1641-1642

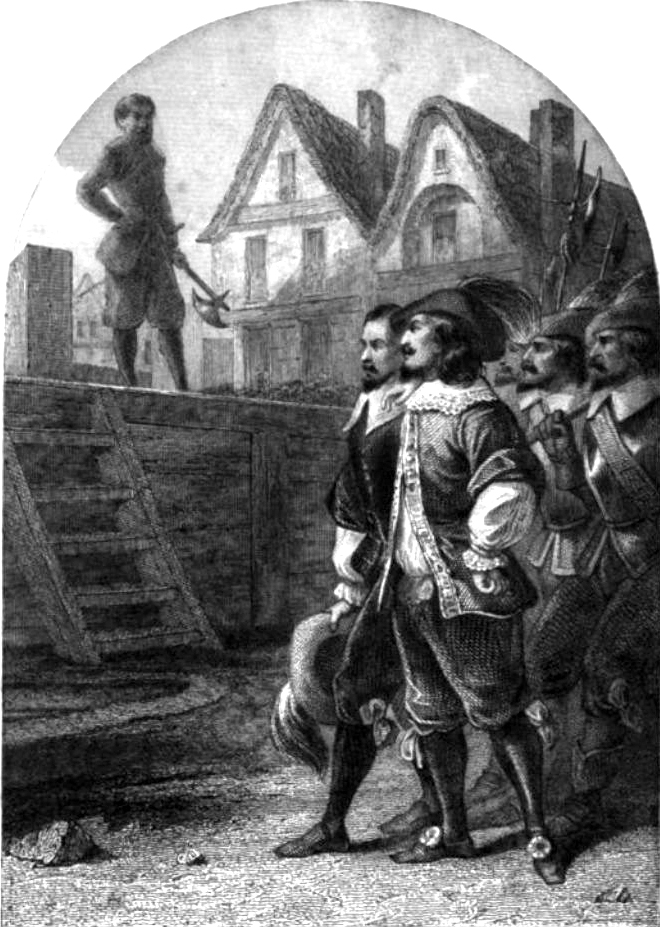
Egzekucja Cinq-Marsa i de Thou 12 września 1642

Cinq-Mars jest faworytem królewskim i Wielkim Koniuszym. Jego stronnicy wszczynają na ulicach Paryża rozruchy przeciw kardynałowi przebywającemu nadal na południu Francji, w Narbonne. Maria Gonzaga, obecnie dwórka królowej Anny Austriaczki, wyznaje swej protektorce, że jest zaręczona z Cinq-Marsem, aby mogła go poślubić jej narzeczony musiałby zdobyć tytuł księcia. W komnatach królowej spotykają się z nią spiskowcyː książę de Bouillon, brat królewski Gaston, Cinq-Mars i de Thou, wplątany w sprawę przez przyjaciela. Wobec zbliżającej się śmierci króla chcą nie dopuścić kardynała do objęcia regencji i przejęcia opieki nad synami królewskimi. W ostateczności są gotowi sięgnąć po pomoc hiszpańską, na co królowa się nie zgadza. W Chambord Cinq-Mars przekonuje króla, by odsunął od władzy kardynała. Rozmowę podsłuchuje jednak ojciec Józef, szpieg kardynała. 
Następnego dnia na polowaniu król odwraca się od spiskowców. Cinq-Mars decyduje się wysłać Fontraillesa i Jakuba de Laubardemont w celu zawarcia tajnego traktatu z Hiszpanami. W salonie Marion Delorme, gdzie spotykają się uczeni i artyściː Descartes, Corneille, Molier i Milton, Cinq-Mars zaprzysięga zgromadzonych spiskowców. W kościele świętego Eustachego spotyka się potajemnie z Marią i wyjawia jej wszystko. Okazuje się jednak, że świadkiem ich rozmowy nie jest zaufany ksiądz Quillet, lecz ojciec Józef.
W dwa miesiące później, na przełęczy Orolon, przenoszący traktat, Jakub de Laubardemont dostaje się w zasadzkę zorganizowaną na polecenie kardynała przez jego ojca. Młodzieniec ginie, a traktat dostaje się w ręce jego ojca. W chacie na przełęczy umiera, mieszkająca tam od kilku lat, obłąkana Diana. Królowa nakłania Marię do przyjęcia polskiej korony i spostrzega, że dziewczyna nie jest od tego daleka. Wysyła list informujący o tym Cinq-Marsa. Ten wstrzymuje rozpoczęcie zamachu na kardynała. Tymczasem kardynał rozpracował już spisekː doprowadził do wycofania się z niego brata królewskiego, uwięził księcia de Bouillon i jest gotów do rozprawy z Cinq-Marsem. W jego pałacu zjawiają się Cinq-Mars i de Thou i oddają się w jego ręce. 
Ojciec Józef odwiedza Cinq-Marsa w celi i proponuje mu zamordowanie kardynała w zamian za kapelusz kardynalski. Cinq-Mars jednak odmawia. Wraz z przyjacielem, który nie chce go w tej sytuacji opuścić w zamku lyońskim przygotowuje się do śmierci. Przyjaciele przygotowują dla niego ucieczkę do Włoch, ale on odmawia skorzystania z tej możliwości. Kiedy idzie na szafot w Paryżu trwa festyn. Maria dowiedziawszy się o jego kaźni traci przytomność. Podczas festynu spotykają się Corneille i Milton. Corneille odczytuje list z opisem kaźni Cinq-Marsa.

## Analiza

### Powieść o ambicji
Temat ambicji wywołany karierą Napoleona, rozluźnieniem stosunków społecznych i rozwojem demokracji nurtował ówczesną literaturę, czego przykładem może być Wallenstein Schillera, Kenilworth Scotta czy Czerwone i czarne Stendhala. CInq-Mars należy do tego kręgu tematycznego. Vigny przedstawia w powieści trzy typy ambicji uosobionej w powieści w postaciach kardynała Richelieu, ojca Józefa i Cinq-Marsa. 
Cinq-Mars jest ambitny z miłości. Musi wznieść się na wyższy szczebel drabiny społecznej, by stać się godnym ręki ukochanej Marii. Ambicja Cinq-Marsa ma początkowo dwa cele, które chce osiągnąć przez obalenie kardynała – zdobycie Marii i dobro Francji. Są one ze sobą zgodne i Cinq-Mars, tak jak Richelieu, utożsamia je ze sobą (państwo to ja). Gdy wejdą ze sobą w konflikt wybiera ten cel, który silniej do niego przemawia – miłość. Gotów jest dla niej wszcząć wojnę domową i sprowadzić obce wojska. Cinq-Mars to mąż stanu, którego motorem działania jest cel uboczny. Jeżeli jednak celem działania polityka nie jest dobro ludu – wskazuje Vigny – to, obojętnie czy cel jego działania jest nikczemny (jak w przypadku Richelieugo), czy wzniosły, może się okazać zgubny dla kraju. 

### Zagadnienie winy i kary

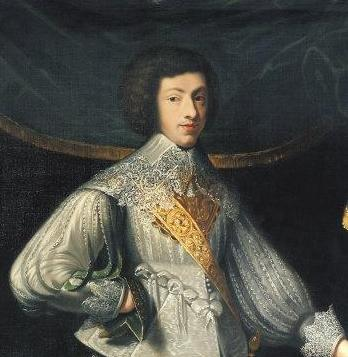
Markiz Cinq-Mars. Obraz Josepha Léona de Lestang-Parade'a (1812-1887)

W powieści miłość wchodzi w konflikt z polityką i zostaje pokonana przez ambicję. Pod wpływem zatrutej atmosfery dworu Cinq-Mars przestał kierować się wyłącznie względami uczucia. Łudził sam siebie, pozując na męczennika miłości, gdy w rzeczywistości przekształciła się już ona w zwykły egoizm. Problem winy głównego bohatera, nieobecny w dramacie z 1820 roku, w powieści stał się jednym z tematów zasadniczych. 
Cinq-Mars zdecydowawszy się na zdradę, cofa się przed propozycją Laubardemonta zamordowania kardynała i ojca Józefa. Fontrailles, a potem ojciec Józef, uznają to za błąd. Vigny uważa, że błędem było już wejście na tę drogę. Pod wpływem ambicji, ówczesnej praktyki politycznej i demoralizującej atmosfery dworu Cinq-Mars porzucił zalecenia moralne i zaczął się kierować względami ubocznymi. Ulegając namiętnościom zaplątał się w sofizmatach i stracił swobodę postępowania, znalazł się we władzy konieczności.
Świat jest według Vigny'ego miejscem moralnym. Za popełnione winy człowiek ponosi karę. Cinq-Marsa spotyka kara, jednak nie za to, że podjął walkę z kardynałem, ale za jego winę moralną. Sprawiedliwość ludzka nieświadomie i ślepo, ale nieuchronnie, wykonuje wyrok najwyższej sprawiedliwości, która okazuje się prawem dziejowym. Idea słusznej kary przewija się przez całą powieść. Joanna ponosi karę za wygłoszone oszczerstwa. Urban Grandier z powodu traktatu przeciw celibatowi napisanemu pod wpływem miłości do kobiety. Nieuczciwi sędziowie Urbana Grandier giną co do jednego. Ojciec Józef opanowany obsesją kapelusza kardynalskiego nigdy go nie zdobędzie. Richelieu nie może sycić się rozkoszą władzy, trapią go wyrzuty sumienia i niezadowolenie. Wszystko, co istnieje, jest rozumne – twierdzi Vigny – a winę za nieszczęścia ponosi każdy, kto naruszy prawo moralne.
Cinq-Mars nie ginie jednak jako zrozpaczony przestępca. Przyjmuje śmierć dobrowolnie. Bliski pożądanego celu odtrąca owoce wieloletniej pracy. W dramacie z 1820 roku umiera, bo nie  może być szczęśliwy. W powieści również nie chce przeszkadzać lekkomyślnej dziewczynie, ale swoją decyzję podejmuje w sposób wolny od namiętności, powodowany obowiązkiem moralnym. Nie zdołają go z tej drogi sprowadzić ani namowy przyjaciół, ani powaby czynnego życia. Odradza się w więzieniu w oczekiwaniu śmierci. Uwolniony od oskarżeń, świadomy swojej winy, przyjmuje karę jako rzecz nieuniknioną i oczyszczającą, jak zwycięzca.

### Ojciec Józef i moralność utylitarna
Ojciec Józef uosabia utylitarną moralność d'Alamberta, ... Wyciąga z niej jednak wulgarne wnioski, przekształcając ją w moralność złoczyńcy. Twierdzi, że nie mamy innych narzędzi poznania poza zdolnością odczuwania wrażeń bolesnych lub przyjemnych. Podstawą psychiki jest dążenie do rozkoszy. Życie jest walką wszystkich ze wszystkimi. Szczęście polega na zwycięstwie. Obowiązek, honor, dobro są tylko przeszkodą, filozof powinien odrzucić te złudzenia. W polityce nie ma cnoty, są tylko interesy. Należy kierować się tylko własnym dobrem. Józef wskazuje, posługując się metodą La Rochefoucaulda, Hobbesa i Helwecjusza, na egoistyczną naturę wszelkich cnót. W postępowaniu Cinq-Marsa i de Thou dopatruje się pychy i egoizmu. Ostatecznie zostaje jednak ukarany za życia – wszystkie jego zabiegi idą na marne.

### Richelieu i krytyka zasady racji stanu

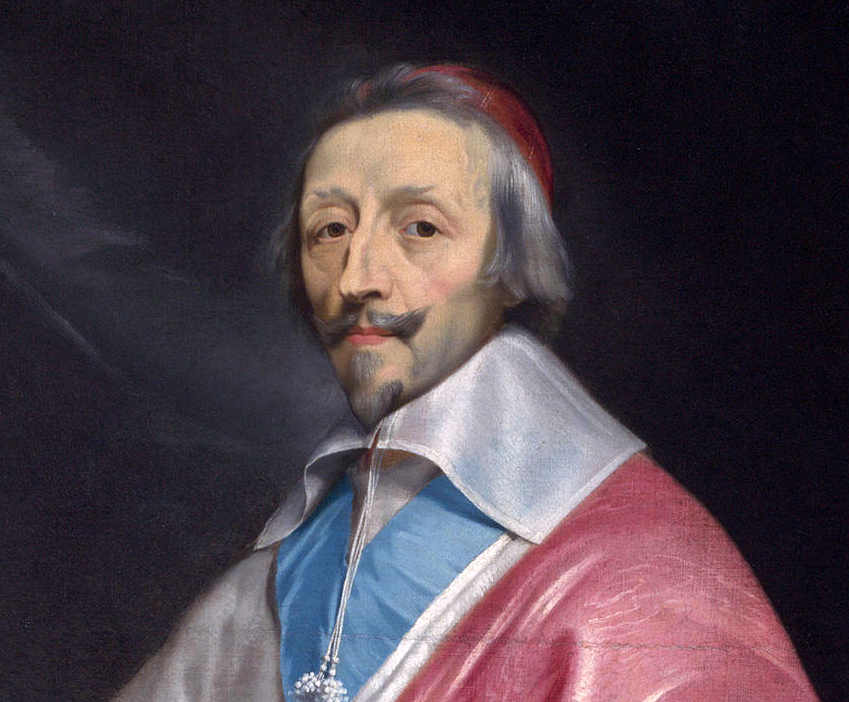
Richelieu. Fragment portretu Philippe'a de Champaigne.

Richelieu jest również nieszczęśliwy i w dodatku sam jest twórcą swego nieszczęścia. Jaki okropny smutek – w tych słowach wypowiada całą filozofię ambicji. Potężny kardynał zależy od jednego kaprysu niestabilnego emocjonalnie władcy. Marzy o zajęciu jego miejsca nie ma na to jednak dość odwagi. Pragnie władzy nieograniczonej i utożsamia się z nią. Niszcząc swoich osobistych nieprzyjaciół wmawia sobie, że zwalcza wrogów państwa. Czasem jednak wątpi – czy nie niszczy aby podstaw tronu? W obliczu zbliżającej się śmierci odczuwa lęk. Broni się jednak, zasłania interesem Francji. Odczuwa zmęczenie.
Kardynał uosabia ideał władcy opisany przez Makiawela. Kieruje się zasadą racji stanu (rzymskieː salus omnium), które polega dla niego na absolutnej władzy królewskiej – prowadzi to przez likwidację rozdrobnienia feudalnego do powstania silnego państwa narodowego. Jeśli nawet dzieje się to z uszczerbkiem poszczególnych osób, ich interes musi ustąpić przed zadaniem ocalenia całego narodu. W ocenie Vigny'ego kardynał odpowiada nie tylko za unicestwienie arystokracji i pozbawienie monarchii podpory, ale przede wszystkim za wprowadzenie zasady, która z obrębu działalności politycznej usuwa odpowiedzialność moralną. Kierowanie się tą zasadą sprawia, że jest przekonany, że od ran jemu zadanych cierpi całe państwo. Dokonuje złych czynów nie dlatego, że jest zły, ale że przyjął fałszywą zasadę polityczną i moralną.
Chcąc wzmocnić monarchię musiał unicestwić arystokrację przez co przekształcił ją w tyranię. Po zlikwidowaniu politycznego znaczenia arystokracji pozostawił króla sam na sam z ludem. Przygotował rewolucję, a wraz z nią anarchię i samowolę. Wprowadził bowiem do systemu rządzenia terror – i na tym polega jego wina polityczna. Swoim systemem bezprawia i przemocy zdemoralizował ludzi. Z monarchii opartej na prawie stworzył państwo oparte na strachu.

### Historyzm i jedność powieści
Oryginalność tej powieści – pisał Vigny w 1839 roku – że wszystko tu wydaje się powieścią, lecz w rzeczywistości wszystko okazuje się historią. Odmiennie od Scotta, który oddzielał bohatera powieściowego od historycznego, Vigny znowu ich ze sobą połączył i sprawił, że bohater polityczny stał się jednocześnie bohaterem powieściowym. Zabarwił sceny historyczne namiętnościami. Powrócił niejako do powieści XVIII wieku, w rodzaju Księżnej de Clèves pani de La Fayette, nie poświęcił jednak, jak ona, historii dla narracji, ale sprawił, że narracja stał się historią. Wyrzekając się bohatera romansowego przeniósł do powieści zasady dramatu szekspirowskiego. Zrezygnował z opisów obyczajów i krajobrazów na rzecz panoramy charakterów i namiętności.
Cinq-Mars został zbudowany ze sprzeczności. Ludzie stojący u szczytu władzy cierpią jak inni. Richelieu skarży się na swój los. Król nie śmie odwołać swej matki z wygnania. Jedynym skarbem królowej są pamiątki po dawnej miłości. Sprzeczności dotyczą również psychologii postaciː Cinq-Mars człowiek wzniosłych ideałów decyduje się na zbrodnię, zbój  ryzykuje życie za przysługę, nędzny kapucyn marzy o purpurze. Najbardziej nieskazitelny z bohaterów, de Thou, ginie jako zdrajca.
Jedność powieści ma charakter dramatyczny. Jej liczne epizody są jedynie scenami ogromnego dramatu historycznego, który nieuchronnie zbliża się do swego rozwiązania. Kolejne wydarzenia nie mają jednak charakteru ciągłego. Żaden rozdział powieści nie zaczyna się tam, gdzie skończył się poprzedni. Powieść ma pokazać głównego bohatera jako część zawiłej i pełnej sprzeczności całości. Poszczególne epizody służą lepszemu wyjaśnieniu zasadniczego wydarzenia. Miejsce akcji nieustannie się zmienia, na widowni pojawiają się coraz to inne postaci. Sporą rolę w budowie nastroju odgrywa przyroda. Wyruszający z domu Cinq-Mars przejeżdża przez okolice tchnące ładem i spokojem. Nad posłańcami przenoszącymi przez Pireneje zdradziecki traktat rozpętuje się burza.

### Konstrukcja powieści

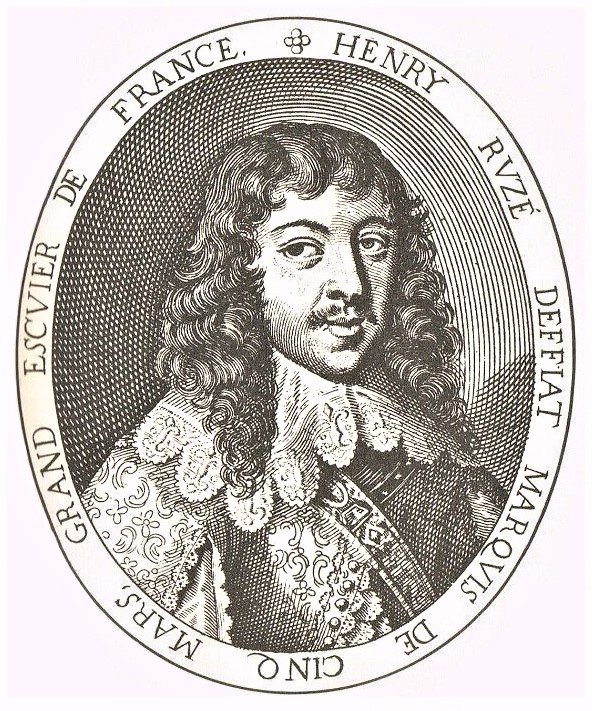
Portret Cinq-Marsa z ok. 1642 autorstwa Jeana Dareta

W powieści XVIII-wiecznej, gdy w historiografii panowała teoria drobnych przyczyn, podstawową rolę konstrukcyjną w powieści odgrywał przypadek. U Vigny'ego każdy element jest związany z całością. Cały pierwszy rozdział pełen jest złowrżbnych zapowiedzi. Cinq-Mars wyjeżdża w piątek trzynastego, w dzień męczenników Gerwazego i Protazego. Do stołu, wskutek zjawienia się Marii Gonzagi, zasiada trzynaście osób. KKoń Cinq-Marsa potyka się u wrót. Również w toku powieści nie brak takich znaków. Szlaona Joanna przepowiada Cinq-Marsowi śmierć. Cinq-Mars i de Thou otwierają szpadą żywoty świętych na stronie męczeństwa świętych Gerwazego i Protazego. W czasie fatalnego spotkania Cinq-Marsa z Marią w kościele Grandchamps słyszy dźwięk pękniętego dzwonu. Te znaki wróżby wiążą fabułę w węzeł konieczności. Młody bohater ma wziąć udział w złej sprawie. 
Jego przyszłość nie jest jednak zdeterminowana przez przypadek, lecz przez jego wolę. Cinq-Mars przybywa do Loudun i trafia na proces Grandiera. Staje się w ten sposób nieprzejednanym wrogiem kardynała. Powieść wypełniają nieoczekiwane spotkania. Stary Laubardement spotyka syna w chacie, gdzie pokutuje za swój grzech Joanna. Jego egzekucja odbywa się w twierdzy, w której uwięziono jego ofiary. Każde ze zdarzeń ma jednak swoją przyczynę. Głównym reżyserem akcji jest Richelieu, który jak pająk tka swą sieć. Nad intrygami kardynała i namiętnościami trwa jednak wyższy porządek. Cinq-Mars stał się ambitnym z miłości, a wrogiem kardynała pod wpływem procesu Grandiera. Tajemnicę spisku ujawniły zdrada króla i intrygi ojca Józefa. Zdradę stanu odkryto dzięki podsłuchanej rozmowie kochanków. Poszczególne fakty mają swoje bezpośrednie wyjaśnienie. Cinq-Mars ginie jednak nie dlatego, że omotał go Richelieu. Spisek upada nie wyłącznie z powodu tego, że Marion Delorme była agentką kardynała. Dzieje się tak dlatego, że system feudalny się przeżył, a metody walki arystokracji nie mogły się ostać wobec nowego porządku politycznego. Rozwój Francji poszedł w kierunku monarchii absolutnej. Nad prawem epoki trwa jednak jeszcze wyższe – moralne. Cinq-Mars ginie ostatecznie dlatego, że musi odkupić swą winę i utwierdzić prawo moralne.
Bohaterowie Vigny'ego uosabiają zarówno przeszłość jak i współczesność. Każdy z nich żyje jednocześnie w XVII wieku i jako ponadczasowy typ moralny. Wszyscy są ze sobą powiązani jak części zdania czy frazy muzycznej. Zarówno poświęcenie de Thou, jak i  nikczemność ojca Józefa rzucają śwaiatło na psychologię Cinq-Marsa. Towarzysząca Jakubowi de Laubardement postać ojca nabiera w jego świetle jeszcze większej wyrazistości, a lekkomyślność Fontraillesa i Gondy'ego rzucają światło na ponurą postać kardynała. Krótki epizod z dziejów Francji okazuje się obrazem poważnego problemu społecznego, wiecznej alternatywy obowiązku i honoru, namiętności i woli, uczucia i moralności.

## Dalsze plany autora
W okresie pracy nad Cinq-Marsem Vigny planował napisanie kolejnych powieści o upadku szlachty. Kolejny tom miał ukazywać jej skorumpowanie przez Ludwika XIV. Następny, zatytułowany Le Soldat, upadek w czasie rewolucji. Pragnąc przeciwstawić arystokrację rodową arystokracji ducha, krótko przed śmiercią planował napisanie powieści historycznej będącej obroną współczesnej epoki, której bohaterem miała być wielonarodowa arystokracja intelektualna. 

## Recepcja
Cinq-Mars został przyjęty z entuzjazmem przez prasę i czytelników. Hugo nazwał go jednym z najznakomitszych dzieł epoki. Chwalono umiejętność logicznej konstrukcji charakterów, ograniczenie elementu opisowego w porównaniu z W. Scottem. Niektórzy doceniali usunięcie bohatera romansowego. Inni ganili połączenie w jednej postaci intrygi historycznej i miłosnej, a przez to zniekształcenie historii.
Późniejszym krytykom powieść wydawał się zbyt rozwichrzona. Zarzucano autorowi sztuczność i archaiczność języka. Puszkin nazwał ją zbyt przylizaną. W. Scott zarzucił jej, że lud nie odgrywa w niej należytej roli. Po 1830 roku powieść historyczna zaczęła tracić swój urok. Demokratów odpychał ponury obraz ludu i gloryfikacja Cinq-Marsa. Powieść wydawał się propagandą arystokracji i stosunków feudalnych i jako taka była odczytywana przez krytykę późniejszą. Problematyka moralna znalazła się poza obszarem zainteresowania czytelników nastawionych panteistycznie i oglądających rzeczywistość z naukowo-przyrodniczego punktu widzenia. Z kolei bonapartystom i zwolennikom rządów silnej ręki nieprawdziwa wydawał się postać Richelieugo. A. France uważał Cinq-Marsa za jedyne nieudane dzieło wielkiego poety. Do końca stulecia powieść była jednak chętnie czytana i tłumaczona na wiele języków.